# Lasioglossum heterognathum
Lasioglossum heterognathum är en biart som först beskrevs av Theodore Mitchell 1960.
 Den ingår i släktet smalbin och familjen vägbin. Inga underarter finns listade i Catalogue of Life. Arten förekommer i nordöstra USA och sydöstra Kanada.

## Beskrivning
Huvudet och mellankroppen är blågröna. Munskölden är mörkbrun på de övre två tredjedelarna, mässingsglänsande på den nedre delen. Antennerna är mörkbruna, undersidan på de yttre delarna rödbrun till orange hos honan, orangegul hos hanen. Benen är bruna, med rödbruna fötter på de fyra bakre benen hos honan, gulbruna fötter på alla sex benen hos hanen. Vingarna är halvgenomskinliga med brungula ribbor och rödbrunt vingfäste. Bakkroppssegmenten är mörkbruna med bruna till brungula bakkanter. Behåringen är vitaktig och tämligen gles; hanen kan dock ha något kraftigare behåring i ansiktet under ögonen. Honan har en kroppslängd på 4,6 till 6,2 mm och en framvingelängd på 3,2 till 4 mm; motsvarande mått hos hanen är 4,7 till 5,4 mm för kroppslängden och 3,5 till 4 mm för framvingelängden.

## Utbredning
Utbredningsområdet omfattar sydöstra Kanada och nordöstra USA från Ontario till Nova Scotia i Kanada till Minnesota i västra USA och North Carolina i sydöstra. Arten är vanlig i sitt utbredningsområde.

## Ekologi
Lasioglossum heterognathum är ett eusocialt bi, det bildar samhällen där de parningsdugliga honorna, drottningarna, övervintrar som vuxna. Boet grävs ut i marken..
Arten är polylektisk, den flyger till blommande växter från många olika familjer: Flenörtsväxter som kungsljus; törelväxter som törelsläktet; korgblommiga växter som cikoria, flockastersläktet, gullrissläktet, höstastersläktet (rosa ljungaster) och maskrossläktet; korsblommiga växter som sommargyllen; desmeknoppsväxter som olvonsläktet; ärtväxter som vit sötväppling; hortensiaväxter som hortensiasläktet och bruddeutzia; flockblommiga växter som vildmorot; sumakväxter som sumaksläktet; oleanderväxter som flugkål; araliaväxter som aralia samt rosväxter som hallonsläktet, apelsläktet och plommonsläktet.